# Tzahi Ilos

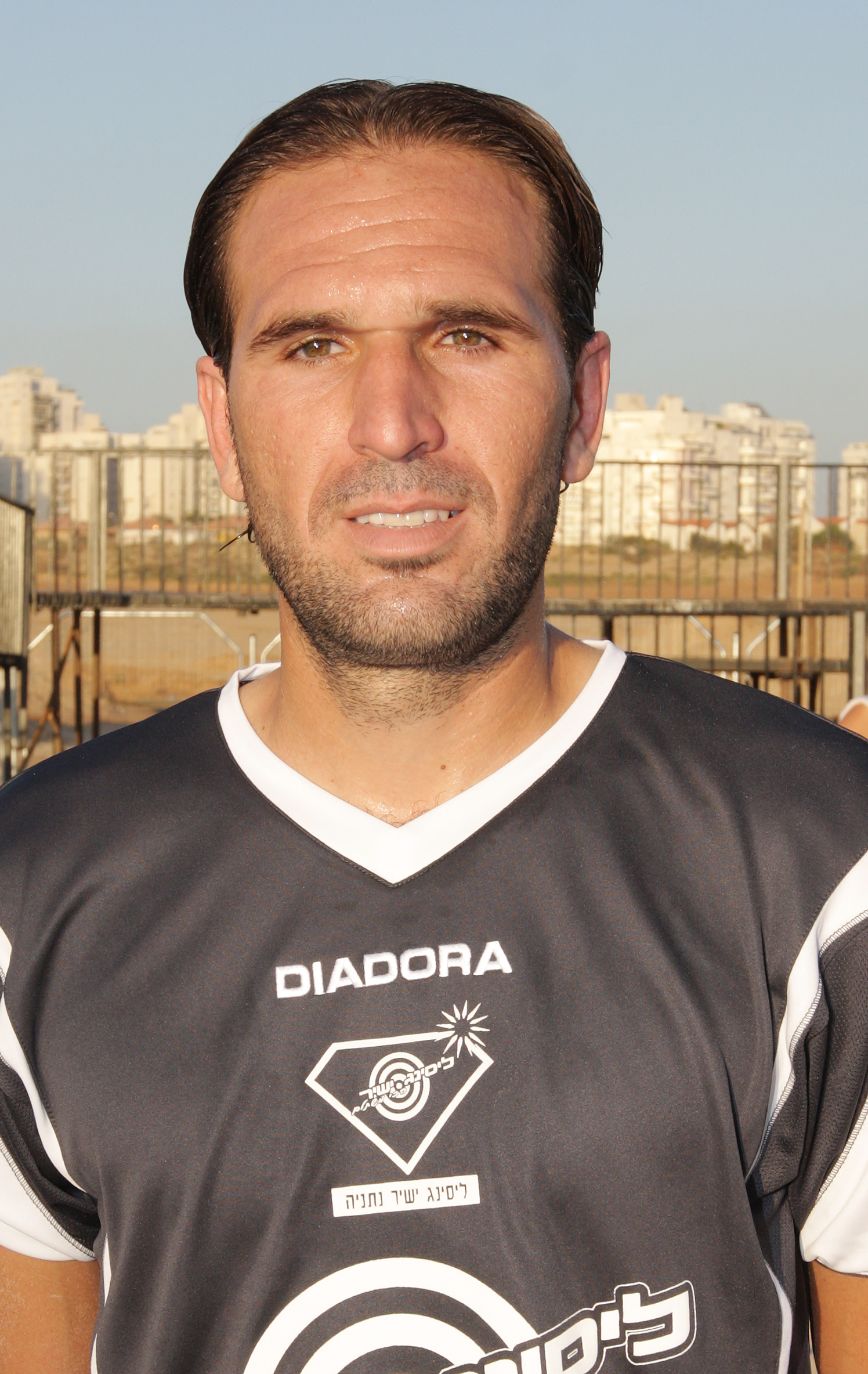
Tzahi Ilos

Tzahi Ilos (Hadera, 13 de agosto de 1978) é um ex-futebolista israelense. Após sua aposentadoria do futebol, ingressou no futebol de areia, onde tornou-se o capitão da Seleção Israelense de Futebol de Areia, bem como o atleta com mais partidas e gols na história da seleção.